# Leo McKern
Reginald McKern, conhecido como Leo McKern (Sydney, 16 de Março de 1920 - Somerset, 23 de Julho de 2002), foi um ator australiano que atuou em diversas produções britânicas e australianas para a televisão, além de vários filmes e cerca de 200 peças de teatro.

## Início
Reginald McKern nasceu em Sydney em 1920. Com 15 anos de idade, sofreu um acidente, onde veio a perder seu olho esquerdo. Trabalhou como aprendiz de engenheiro. Posteriormente, foi servir o Exército Australiano, durante a Segunda Guerra Mundial. Nesta época, fez sua primeira apresentação em um palco, em 1944.

## Teatro
Estabelecendo uma relação amorosa com a atriz Jane Holland, McKern se mudou para Inglaterra, onde veio a se casar em 1946. Logo, tornou-se um intérprete regular na London's Old Vic e no Shakespeare Memorial Theatre (rebatizado de Royal Shakespeare Theatre) em Stratford-upon-Avon, apesar das dificuldades existentes por causa de seu olho de vidro e de seu sotaque australiano.

## Cinema
McKern estreou no cinema em 1952, no filme Murder in the Cathedral. Outras aparições notáveis do ator ocorreram nos filmes The Day the Earth Caught Fire (1961), Help! (1965), O Homem que não vendeu sua alma (1966), As Sandálias do Pescador (1968), A filha de Ryan (1970), O carrasco de Roma (1973), O Irmão Mais Esperto de Sherlock Holmes  (1975),A Profecia (1976), A Lagoa Azul (1980), The French Lieutenant's Woman (1981), e O Feitiço de Áquila (1985). Ganhou o prêmio da Australian Film Institute Award de melhor ator em Travelling North (1987).
Seu último filme foi Molokai: The Story of Father Damien (1999).

## Filmografia selecionada
Na televisão, atuou em diversos programas. Seu grande sucesso, contudo, veio em 1975, quando interpretou seu personagem mais famoso, Horace Rumpole, para a série Rumpole of the Bailey, exibida pela BBC.
- Murder in the Cathedral (1952)
- All for Mary (1955) – Gaston Nikopopoulos
- The Adventures of Robin Hood (1955, TV Series) – Herbert of Doncaster / Sir Roger de Lisle
- X the Unknown (1956) – Inspetor McGill
- Time Without Pity (1957) – Robert Stanford
- Confess, Killer (1957) – Lt. Kolski (com Naomi Chance)
- A Tale of Two Cities (1958) – Attorney General
- Web of Evidence (1959) – McEvoy
- Yesterday's Enemy (1959) – Max
- The Mouse That Roared (1958) – Benter
- The Running Jumping & Standing Still Film (1959) – (sem créditos)
- Scent of Mystery (1960) – Tommy Kennedy
- Jazz Boat (1960) – Inspetor
- Saturday Playhouse (1960, Episodio: "The Man Who Came to Dinner") – Sheridan Whiteside
- Mr. Topaze (1961) – Muche
- The Day the Earth Caught Fire (1961) – Bill Maguire
- The Amazing Dr. Clitterhouse (1962) – Dr. Clitterhouse
- The Inspector (1962) – Brandt
- Doctor in Distress (1963) – Harry Heilbronn
- Hot Enough for June (1964) – Simoneva
- A Jolly Bad Fellow (1964) – Professor Kerris Bowles-Ottery
- King & Country (1964) – Captain O'Sullivan
- The Amorous Adventures of Moll Flanders (1965) – Squint
- Help! (1965) – Clang
- Alice in Wonderland (1966, filme para TV – adaptação televisiva de Jonathan Miller para 1966)
- A Man for All Seasons (1966) – Thomas Cromwell
- The Prisoner (1967, Episódios: "The Chimes of Big Ben", "Once Upon a Time" e "Fall Out") – Number Two
- Assignment K (1968) – Smith
- Nobody Runs Forever (1968) – Flannery (sem créditos)
- Decline and Fall... of a Birdwatcher (1968) – Cap. Grimes
- The Shoes of the Fisherman (1968) – Cardial Leone
- Ryan's Daughter (1970) – Thomas Ryan
- Massacre in Rome (1973) – General Kurt Mälzer
- The Adventure of Sherlock Holmes' Smarter Brother (1975) – Professor Moriarty
- Play for Today (1975, Episode: "Rumpole of The Bailey") – Horace Rumpole
- Space: 1999 (1976, Episode: "The Infernal Machine") – Companheiro / Voz de Gwent
- The Omen (1976) – Carl Bugenhagen (uncredited)
- Candleshoe (1977) – Harry Bundage
- Damien: Omen II (1978) – Carl Bugenhagen (sem créditos)
- Rumpole of the Bailey (1978–1992, TV Series) – Horace Rumpole
- The Nativity (1978, TV Movie) – Herodes, o Grande
- The Blue Lagoon (1980) – Paddy Button
- The French Lieutenant's Woman (1981) – Dr Grogan
- Reilly, Ace of Spies (1983) – Basil Zaharoff
- King Lear (1983) – Conde de Gloucester
- The Chain (1984) – Thomas
- Murder with Mirrors (1985) – Inspetor Curry
- Ladyhawke (1985) – Imperius
- Monsignor Quixote (1987) – Sancho Zancas
- Travelling North (1987) – Frank
- A Foreign Field (1993) – Cyril
- Dad and Dave: On Our Selection (1995) – Pai (Joseph) Rudd
- Molokai: The Story of Father Damien (1999) – Bispo Maigret (último papel no cinema)